# Патара Поті
Патара Поті (груз. პატარა ფოთი) — село в Грузії.
За даними перепису населення 2014 року в селі проживає 942 особи.